# Passer rufocinctus
Passer rufocinctus là một loài chim trong họ Passeridae.
Loài chim sẻ này được tìm thấy ở Kenya và Tanzania. Loài này có xu hướng được tìm thấy trong thảo nguyên khô và các khu vực nông nghiệp.